# María Bouzas
María Xosé Rodríguez Bouzas (San Xoán de Piñeiro, Mugardos; 24 de març de 1962) és una actriu espanyola.

## Biografia
Va néixer en la parròquia de San Xoán de Piñeiro, en el consell de Mugardos, província de La Corunya, Galícia.
És una actriu d'extensa trajectòria professional, que va aconseguir gran popularitat a Galícia arran dels seus personatges en les sèries de TVG Pratos combinados i Terra de Miranda, en la que va tenir un paper protagonista. Va participar així mateix en multitud de pel·lícules i curtmetratges a més de muntatges teatrals, alguns d'ells amb la Companyia de Marías, de la qual és cofundadora juntament amb la seva amiga, la també actriu gallega María Pujalte.
Es va formar com a intèrpret a l'Escola Superior d'Art Dramàtica de Madrid entre els anys 1983 i 1987.
Va ser la presidenta de l'Academia Galega do Audiovisual, organitzadora dels premis Mestre Mateo, des del 17 d'octubre de 2006. El 30 de maig de 2009 fou substituïda per Xosé Manuel Olveira Pico.
Des de 2011 encarna a la malvada Francisca Montenegro, protagonista de laa serie d'Antena 3 El secreto de Puente Viejo.

## Filmografia

### Pel·lícules
| Any  | Títol                                   | Paper            | Director                              |
| ---- | --------------------------------------- | ---------------- | ------------------------------------- |
| 1989 | Urxa                                    |                  | Alfredo García Pinal i Carlos Piñeiro |
| 1990 | Martes de Carnaval                      | María José       | Fernando Bauluz i Pedro Carvajal.     |
| 1993 | A metade da vida                        |                  | Raúl Veiga                            |
| 1998 | Blanca Madison                          |                  | Carlos Amil                           |
| 1998 | Arde amor                               | Rosa             | Raúl Veiga                            |
| 1999 | Sé quién eres                           |                  | Patricia Ferreira                     |
| 2000 | Condenado a vivir                       | Carmen           | Roberto Bodegas                       |
| 2000 | Un mundo de historias                   |                  | Antón Dobao                           |
| 2001 | O alquimista impaciente                 | Mujer Machena    | Patricia Ferreira                     |
| 2002 | El regalo de Silvia                     | Conchi           | Dionisio Pérez                        |
| 2002 | Sara                                    | Asistenta social | Sílvia Quer                           |
| 2004 | Heroína                                 | Fina             | Gerardo Herrero                       |
| 2006 | Atles de geografia humana               | Marisa           | Azucena Rodríguez                     |
| 2006 | Abrígate                                | Adela            | Ramón Costafreda                      |
| 2006 | Una mujer invisible                     | Luisa            | Gerardo Herrero                       |
| 2009 | Reliquias                               | Abadesa          | Toño López                            |
| 2009 | Retornos                                | Elisa            | Luis Avilés Baquero                   |
| 2010 | A síndrome Cacareco (A verdade na cara) |                  | Breogán Riveiro.                      |
| 2010 | Años después                            |                  | Laura Gárdos Velo                     |

### Curtmetratges
| Any  | Títol                                    | Paper  | Director                         |
| ---- | ---------------------------------------- | ------ | -------------------------------- |
| 1993 | As xoias da Señora Bianconero            |        | Jorge Coira                      |
| 1994 | Mofa e Befa. Gran liquidación            |        | Jorge Coira                      |
| 1994 | A Repesca                                |        | Sandra Sánchez                   |
| 1994 | Ni en sueños                             |        | Alber Ponte                      |
| 1996 | Sitcom Show                              |        | Ángel de la Cruz                 |
| 1996 | Un conto triste                          |        | Pablo Iglesias                   |
| 1998 | Una extraña mirada                       | Merche | José Manuel Quiroga              |
| 1998 | ¿A ti como se che di adeus?              |        | Jorge Coira                      |
| 1999 | Si lo sé no vengo (a mi propio entierro) | Lolita | Manolo Gómez                     |
| 2001 | Antonio, Jorge y Luís se casan           |        | Miguel Asensio y Beatriz Santana |
| 2002 | A Subela                                 |        | Luis Avilés                      |

### Teatre
| Any  | Títol                              | Escriptor/Escriptora     |
| ---- | ---------------------------------- | ------------------------ |
| 1987 | El veneno del teatro               | Rodolf Sirera            |
| 1988 | O mozo que chegou de lonxe         | J.M. Synge               |
| 1989 | Sigrid era só unha moneca rota     | D. Bárcena               |
| 1990 | A casa dos afogados                | Miguel Anxo Fernán-Vello |
| 1991 | O incerto señor don Hamlet         | Álvaro Cunqueiro         |
| 1992 | Un soño de verán                   | William Shakespeare      |
| 1992 | Fisterra Broadway                  | Xavier Picallo           |
| 1992 | Saxo tenor                         | Roberto Vidal Bolaño     |
| 1994 | Squash                             | Ernesto Caballero        |
| 1995 | Ámèn                               | Xavier Picallo.          |
| 1996 | A voda dos moinantes               | John Millington Synge    |
| 1999 | Se o vello Simbad volvese ás illas | Álvaro Cunqueiro         |
| 2007 | Noite de reis. Ou o que queirades  | William Shakespeare      |
| 2008 | Unha primavera para Aldara         | Teresa Moure             |
| 2010 | Casting, a comedia)                | Roger Justafré           |

### Televisió
| Any             | Títol                      | Paper                | Nota                             |
| --------------- | -------------------------- | -------------------- | -------------------------------- |
| 1990            | Superamigos                |                      | Programa infantil TVG            |
| 1993            | A familia Mudanza          |                      | Concurso para TVG de Antón Reixa |
| 1995            | El destino en tus manos    |                      | sèrie de TVE                     |
| 1995            | A familia Pita             |                      | sèrie de TVG                     |
| 1996 - 2000     | Pratos combinados          | Charo                | sèrie de TVG                     |
| 1998            | Tardes de verán            | Presentadora         | Magazín                          |
| 2001 - 2004     | Terra de Miranda           | Carmela              | sèrie                            |
| 2011 - presente | El secreto de Puente Viejo | Francisca Montenegro | sèrie                            |

## Premis i nominacions
1993
- Premi Compostel·la de Teatre com a millor Protagonista per Fisterra Broadway

1995
- Premi Compostel·la de Teatre com a millor Protagonista per Squash

1996
- Premi AGAPI a la Millor interpretació femenina per A familia Pita

1997
- Premi AGAPI a la Millor interpretació femenina per Un conto triste y Sitcom Show

2000
- Premi María Casares de Teatre com a millor actriu secundària per Se o vello Simbad volvese ás illas.

2002
- Premi Mestre Mateo a la Millor interpretació femenina protagonista per Terra de Miranda.
- Premi Imagen y Comunicación a la millor actriu audiovisual.

2003
- Nominada al Premi Mestre Mateo a la Millor interpretació femenina protagonista per Terra de Miranda.
- Nominada al Premi Mestre Mateo a la Millor interpretació femenina secundària per El regalo de Silvia i Blanca Madison.

2004
- Nominada al Premi Mestre Mateo a la Millor interpretació femenina per Terra de Miranda.

2005
- Premi Mestre Mateo a la Millor interpretació femenina secundària por Heroína.
- Nominada al Premio Mestre Mateo a la Millor interpretació femenina protagonista per Terra de Miranda.

2007
- Premi a la millor actriu en la XIII Mostra de Cinema Llatinoamericà de Lleida per Abrígate.

2008
- Premi Mestre Mateo a la Millor interpretació femenina protagonista per Una mujer invisible.

2009
- Premis María Casares a la Millor interpretació femenina protagonista per Unha primavera para Aldara
- Premi Chano Piñeiro a la seva dilatada i versàtil trajectòria en teatre, televisió i cinema gallecs.

2010
- Premi Mestre Mateo a la Millor interpretació femenina secundària per Retornos.

2012
- Nominada al Premi Mestre Mateo a la Millor interpretació femenina per As reliquias do santo

2013
- Nominada al Fotogramas de Plata 2012 a Millor actriu de televisió per El secreto de Puente Viejo.

2014
- Premi Pedigree Festival de Cans a la seva sòlida i intensa carrera.

2015
- Premi Grand Prix Corallo de Italia.
- Premio da Cultura Galega Artes Escénicas 2015

2016
- Nominada al Premis Iris a Millor actriu

2017
- Premi Teletuitero a la Millor actriu
- Premi El periódico de aquí a la Millor actriu
- Premi honorífic Mostra de curtas Vila de Noia a la Millor actriu

2018
- Premi Teletuitero a la Millor actriu
- Premio de Honra “Fernando Rey” de la AGA a la Millor actriu gallega

2019
- Premi a Tota Una Trajectòria atorgat per la Fundación Artistas Intérpretes, Sociedad de Gestión (AISGE) en el marc el 24è Festival d'Ourense (OUFF).[3]